# Stefan Riedner
Stefan Riedner (* 1980 in Zittau) ist ein deutscher Schauspieler.

## Leben
Stefan Riedner spielte im Alter von 13 Jahren in dem mit einem Grimme-Preis ausgezeichneten Film Abgefahren von Uwe Frießner mit. Es folgten weitere Rollen im Fernsehen, unter anderem in Stubbe – Von Fall zu Fall, Die Cleveren, Für alle Fälle Stefanie und Zappek. Dann besuchte er von 2005 bis 2009 die Schauspielschule in Berlin-Charlottenburg. 2009 stand er für den im Rahmen von Perspektive Deutsches Kino auf der Berlinale 2010 ausgestrahlten Film Narben im Beton von Juliane Engelmann vor der Kamera. Außerdem war er in der Folge Neue Impulse der Webserie Helden der Hauptstadt (2015) zu sehen.
Danach wirkte er im Kurzfilm Tanz mit mir, und einigen Werbespots mit. Er arbeitete in den letzten Jahren auch immer öfter hinter der Kamera z. B. als Kameramann, beim Ton, als Schauspielcoach und als Filmeditor. Er drehte in einer Hauptrolle den Spielfilm Alleingelassen von Arno Gross und arbeitete mit der UdK in Berlin an einem Projekt.